# 撥魚
撥魚（ポーユイ）とは、中華料理に使われる麺類の一種。生地を竹の棒や箸などで切り落として作る。撥魚とは魚の勢いよく跳ねる様を意味し、端が細くなった麺の形状がちょうど細長い魚のようであることから名づけられた。もともとは中華麺の豊富な山西省の料理と言われる。撥魚（拨鱼、拨鱼儿）というのは北京周辺での呼び名で、ほかの地域では剔羹や剔魚とも呼ぶ。
作り方は、ボウルなどの中で小麦粉を水で溶いて練って生地を作る。生地を寝かせた後に、沸騰した鍋の湯やスープの中に、竹の棒や箸などを使って削ぐように細長く切り落とし、茹でたり煮たりする。そのまま汁麺に仕立てることも、茹でて取りだしてから野菜などと炒める料理（炒撥魚）もある。簡単な調理法ではあるが、生地を寝かせることでコシのある食感が生まれ、手早く成形する技と合わさって味わいのある麺となる。

## 参考資料
- ウー・ウェン『ウー・ウェンの北京小麦粉料理』（高橋書店、2003年）